# Placoclytus distortus
Placoclytus distortus är en skalbaggsart som först beskrevs av Louis Alexandre Auguste Chevrolat 1860.  Placoclytus distortus ingår i släktet Placoclytus och familjen långhorningar. Inga underarter finns listade i Catalogue of Life.